# Bjarnarey (Austurland)
Pour les articles homonymes, voir Bjarnarey.
Bjarnarey ou Bjarnar est une île inhabitée d'Islande située dans l'Est du pays, en mer du Groenland, à une vingtaine de kilomètres de Vopnafjarðarhreppur.

## Description
Le nom de l'île est composé du nom propre Bjarnar et du nom commun ey « île ».
Au XVIIe siècle, le poète Jón lærði Guðmundsson (en), accusé de sorcellerie, y vécut en captivité de 1632 à 1635.